# Kenta Watanabe
Kenta Watanabe (japanisch 渡辺 健太 Watanabe Kenta; * 28. April 1998 in der Präfektur Wakayama) ist ein japanischer Fußballspieler.

## Karriere
Watanabe erlernte das Fußballspielen in der Jugendmannschaft von Gamba Osaka. Seinen ersten Vertrag unterschrieb er 2017 beim FC Machida Zelvia. Der Verein aus Machida spielte in der zweiten japanischen Liga, der J2 League. 2020 wurde er an den Drittligisten Fukushima United FC nach Fukushima ausgeliehen. 2021 wechselte er nach Takamatsu zum Ligakonkurrenten Kamatamare Sanuki. Dort spielte er zwei Jahre und ging dann weiter in der gleichen Spielklasse zu Azul Claro Numazu.